# Ягодкін Сергій Григорович
Сергій Григорович Ягодкін (29 жовтня 1939, Перм, РРФСР — 23 липня 2015, Полтавська область) — український футзальний і футбольний тренер, піонер жіночого футзалу в Україні. Багаторічний тренер футзального клубу «Ніка» (Полтава), з яким 10 разів здобував титул чемпіона України. Батько футзалістки Ольги Ягодкіної.

## Життєпис

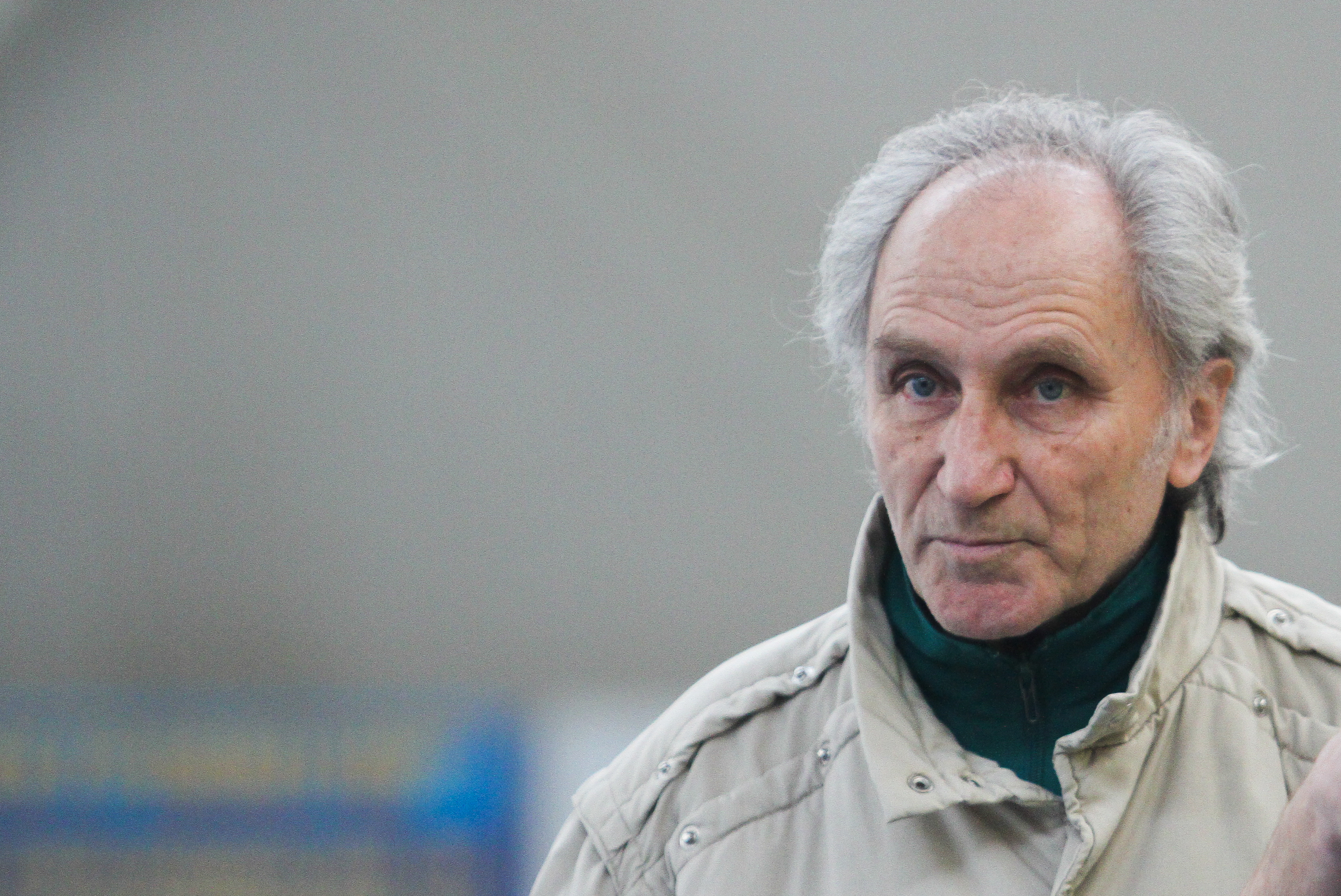
Сергій Ягодкін

Народився 29 жовтня 1939 року в Пермі. Батько — майстер спорту СРСР Анатолій Федорович Савицький, який 1958 року був другим тренером «Колгоспника» (Полтава). У футбол почав грати під керівництвом батька в дитячо-юнацьких командах. Виступав у першості Росії. 1957 року в складі команди «Зірка» (Перм) класу «Б» грав у фіналі першості Радянського Союзу серед юнаків, що відбувався в Києві. 1963 року виступав за полтавський «Супутник».
Військову службу проходив не в армійських командах, як більшість футболістів, а в будівельних військах у Кривому Розі. Після армії отримав вищу освіту й працював за спеціальністю.

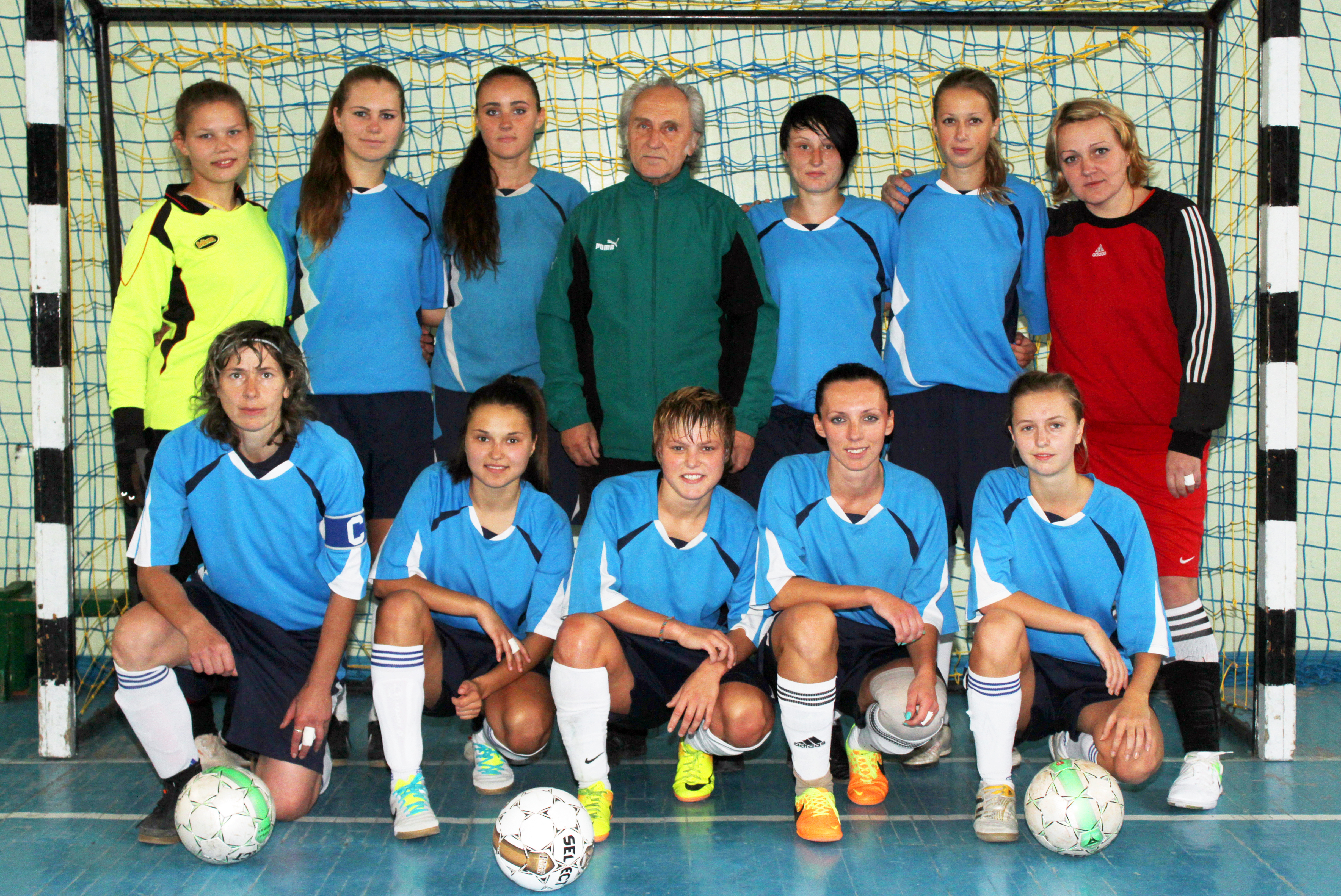
Сергій Ягодкін та гравці полтавської "Ніки-ПНПУ"

1976 року створив у Полтаві жіночу команду з хокею на траві «Олімпія». Вона одразу стала призером ЦР «Зеніт», а 1978 року вийшла до першої ліги. Після цього працював із командою «Юність».
1988 року переїхав до Чернівців, де на базі місцевих вихованок і запрошених із Полтави футболісток створив футбольну команду «Буковинка». Колектив 1989 року здобув перше місце в другій лізі СРСР і вийшов до першої ліги, де став бронзовим призером. 1992 року команда з футзалу, яка стала називатися «Легмаш», виступала у відкритому чемпіонаті Білорусі, а 1993 і 1994 року — у чемпіонаті Росії, бо футзальні чемпіонати України ще не проводилися.
1995 року разом із командою «Ніка» повернувся до Полтави. Того самого року на посаді головного тренера «Ніки» робить її чемпіоном у першому жіночому чемпіонаті України з футзалу. Загалом, під керівництвом Ягодкіна полтавки 10 разів ставали чемпіонками й 5 разів здобували Кубок України. Станом на 2010 рік виховав 26 майстрів спорту України, чимало з яких виступали за жіночу футзальну збірну України.
У грудні 2014 року нагороджений Федерацією футболу України почесною грамотою за вагомий внесок у розвиток жіночого футболу.
Помер 23 липня 2015 року.